# Rogério Corrêa
Rogério Corrêa de Oliveira (* 3. Januar 1979 in Goiânia) ist ein ehemaliger brasilianischer Fußballspieler.

## Karriere
Corrêa begann seine Karriere 1998 bei Goiânia EC. 2001 wechselte er zum Erstligisten Athletico Paranaense. Mit dem Verein wurde er 2001 brasilianischer Meister. 2004 wurde er mit dem Verein Vizemeister der Série A. 2005 wechselte er zum japanischen Shimizu S-Pulse. Sommer 2005 kehrte er nach Brasilien zurück und unterschrieb einen Vertrag bei Goiás EC. 2005 wurde er mit dem Verein Tabellendritter der Série A. 2007 kehrte er zu Athletico Paranaense zurück. 2008 wechselte er zum ukrainischen FK Mariupol. Danach spielte er bei EC Bahia, Joinville EC, Paysandu SC und AA Anapolina.

## Erfolge
Athletico Paranaense
- Brasilianischer Meister: 2004